# Пешково (деревня, городской округ Чехов)
Пешково — деревня в Чеховском районе Московской области, в составе муниципального образования сельское поселение Баранцевское (до 29 ноября 2006 года входила в состав Баранцевского сельского округа).

## Население
| 2002 | 2006 | 2010 |
| ---- | ---- | ---- |
| 8    | ↗12  | ↗19  |

## География
Пешково расположено примерно в 20 км (по шоссе) на юго-восток от Чехова, на безымянном правом притоке реки Лопасня, высота центра деревни над уровнем моря — 168 м. На 2016 год в Пешково зарегистрировано 1 садовое товарищество.

## Достопримечательности
|  |

|  |  |

На территории деревни находится монумент в память погибшим войнам в Великой Отечественной войне.

Традиционные русские деревянные дома в деревне Пешково
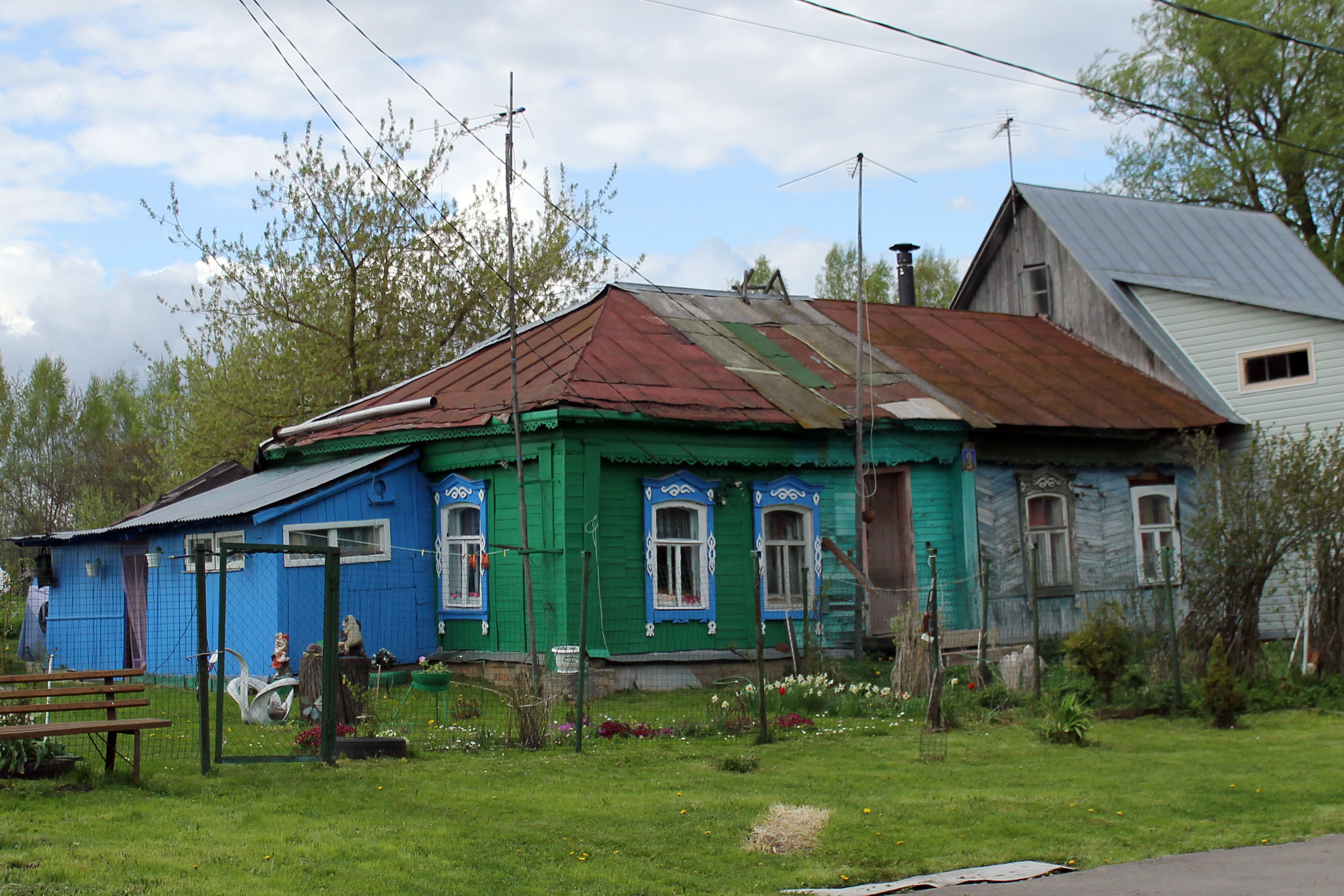
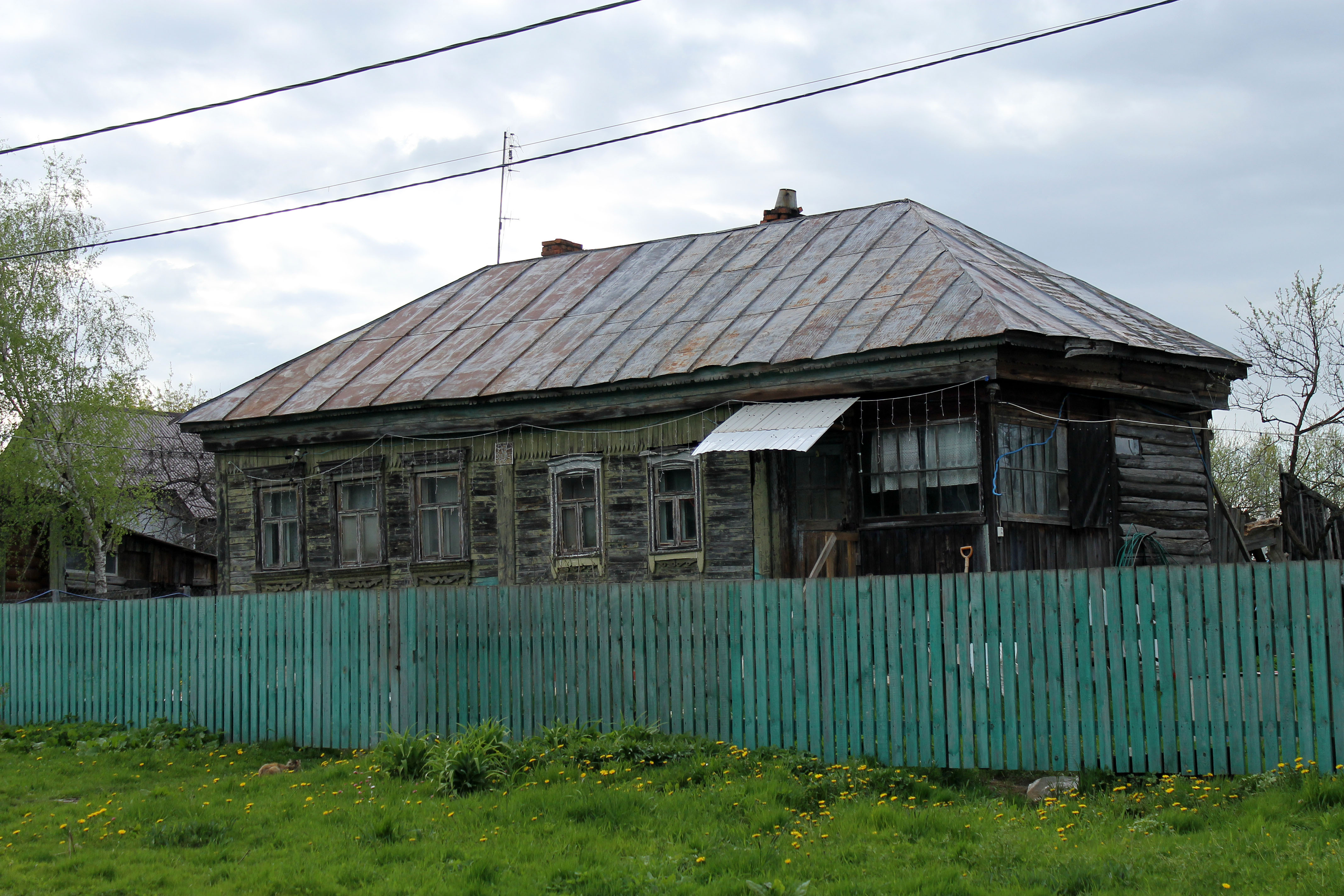
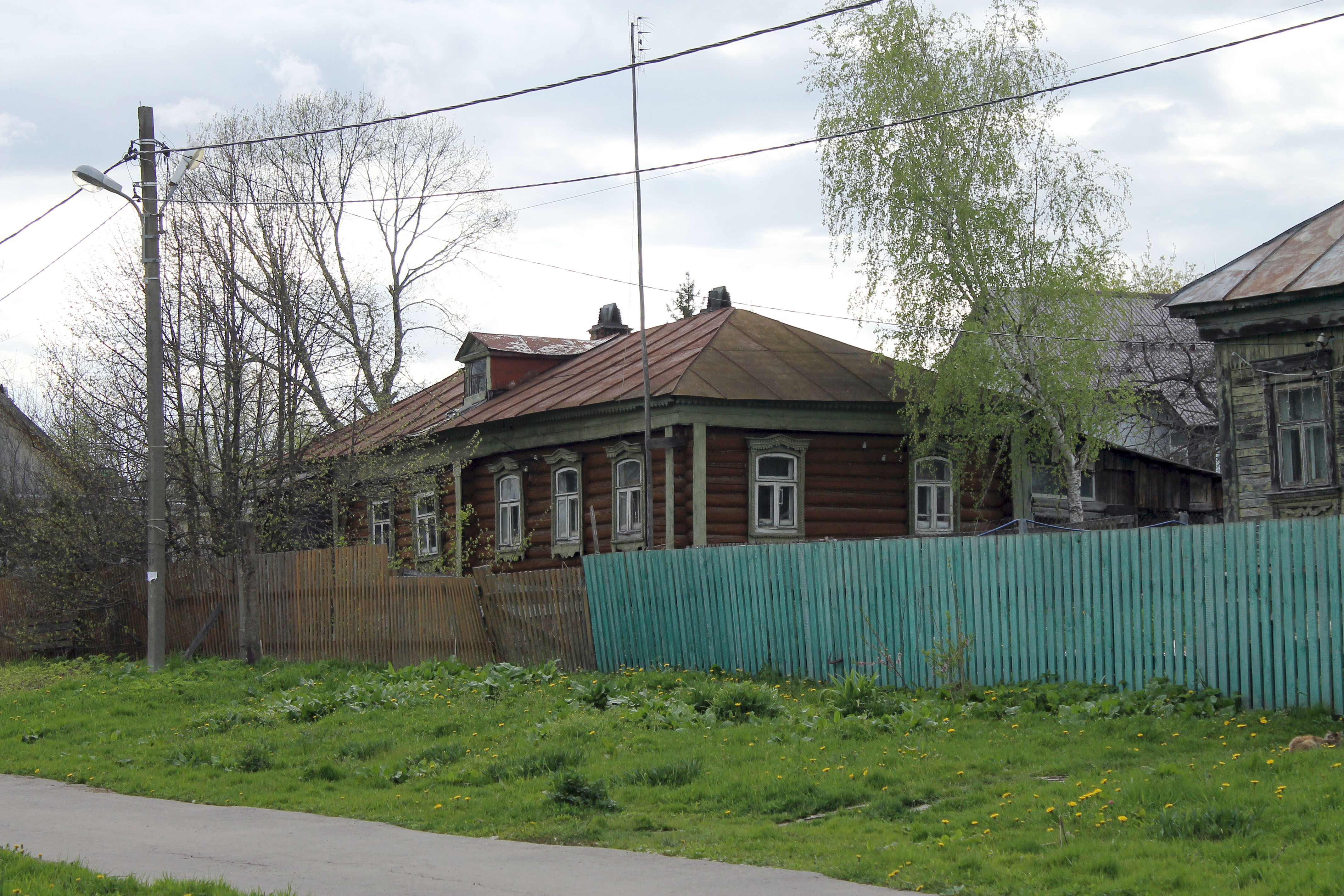
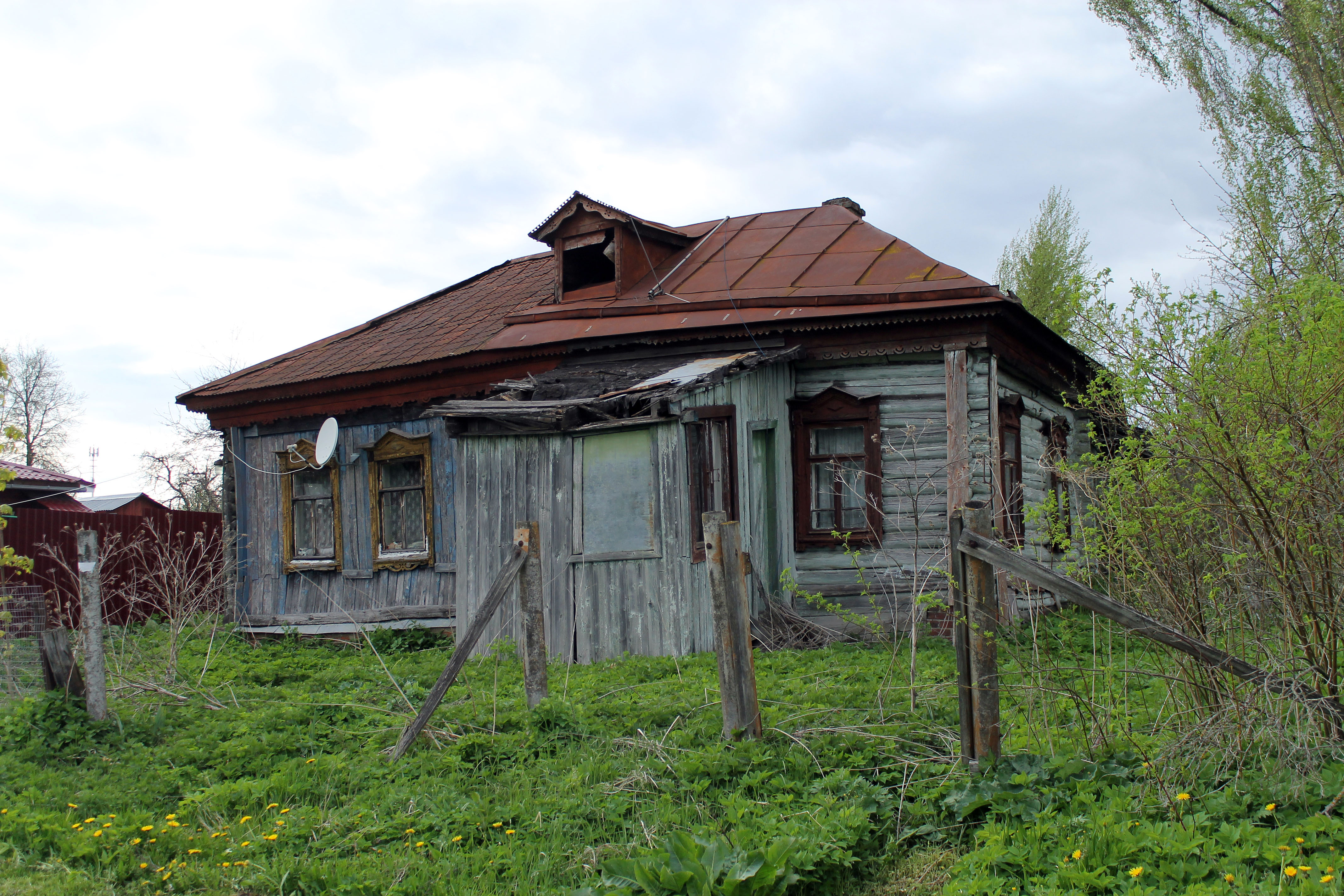
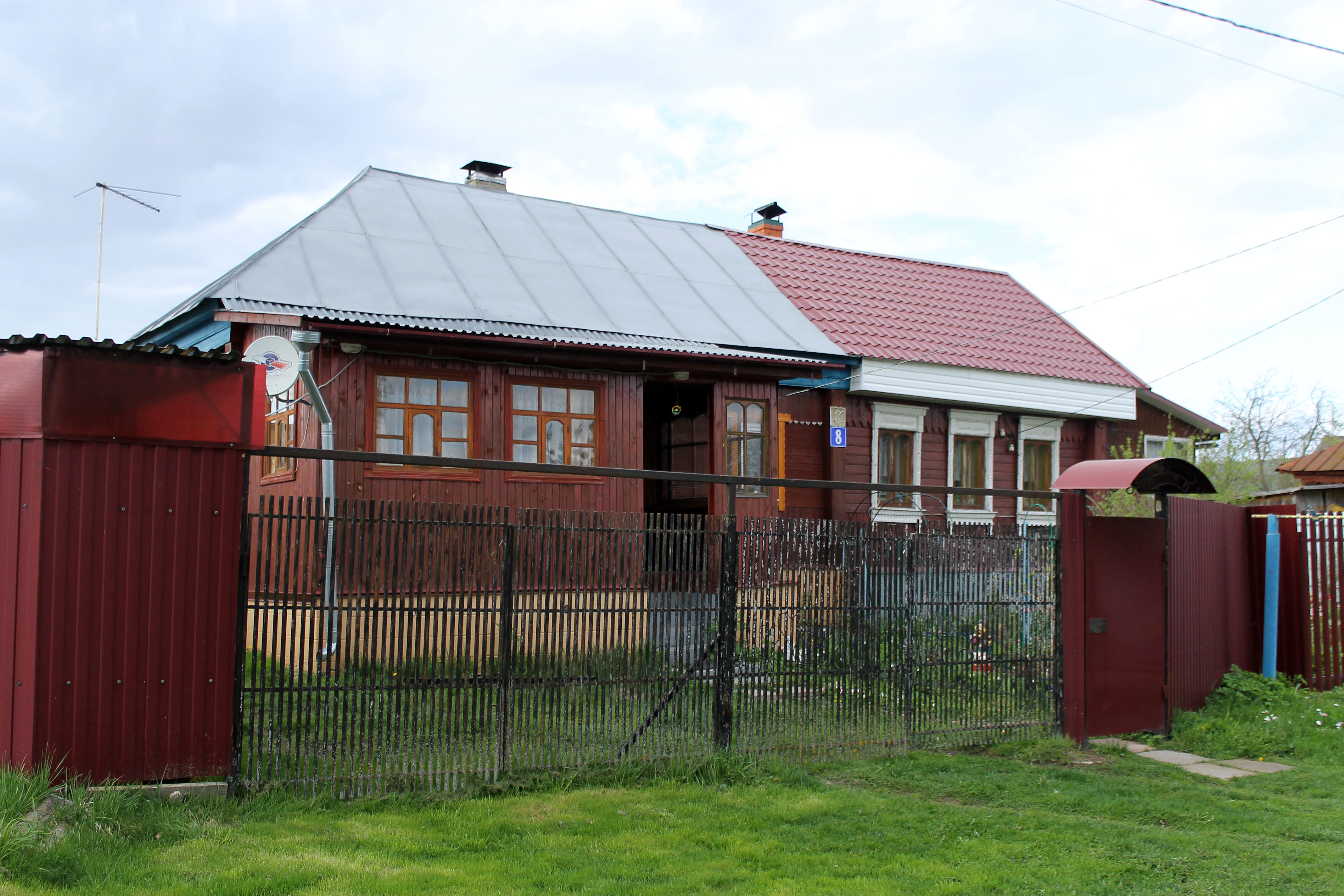
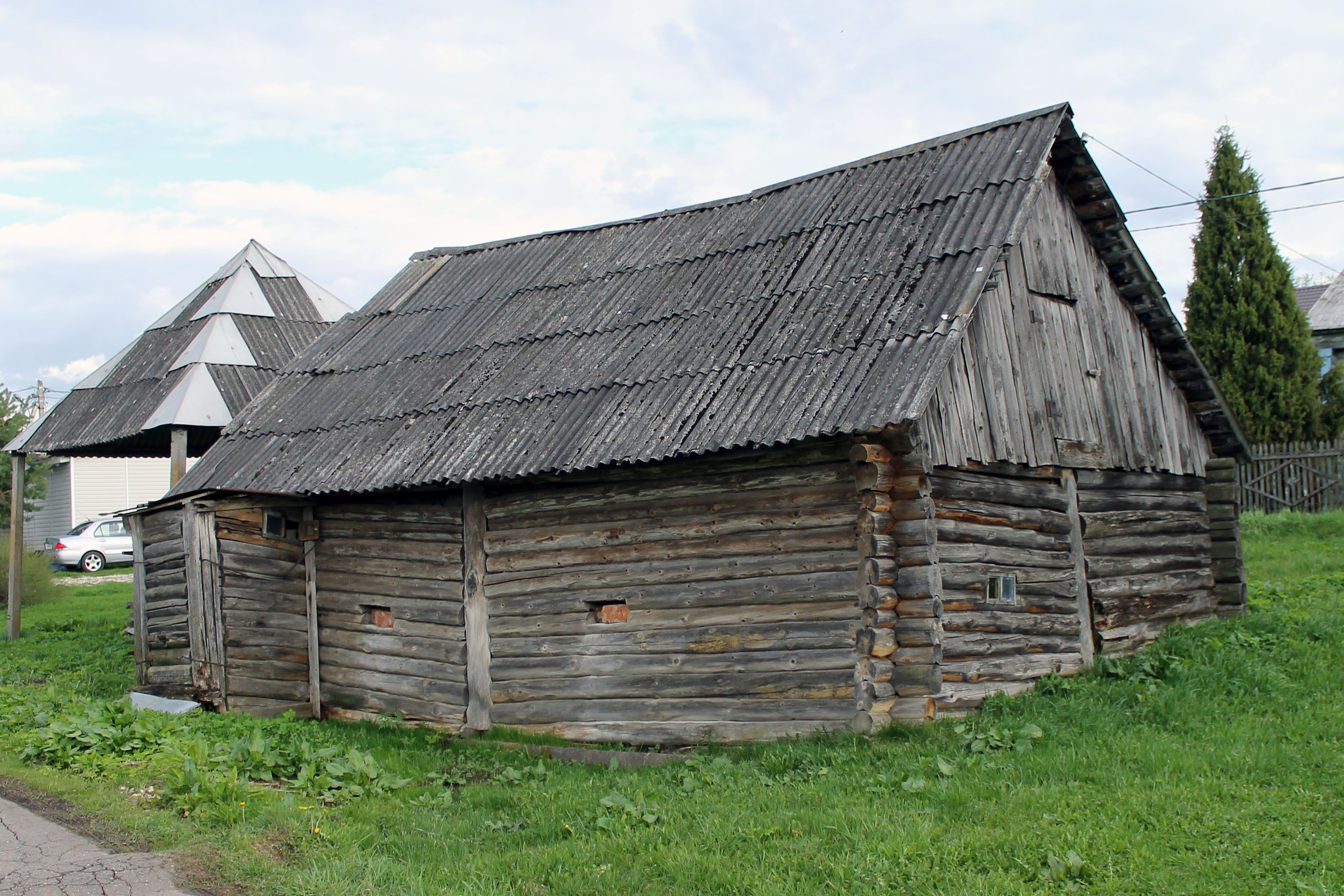
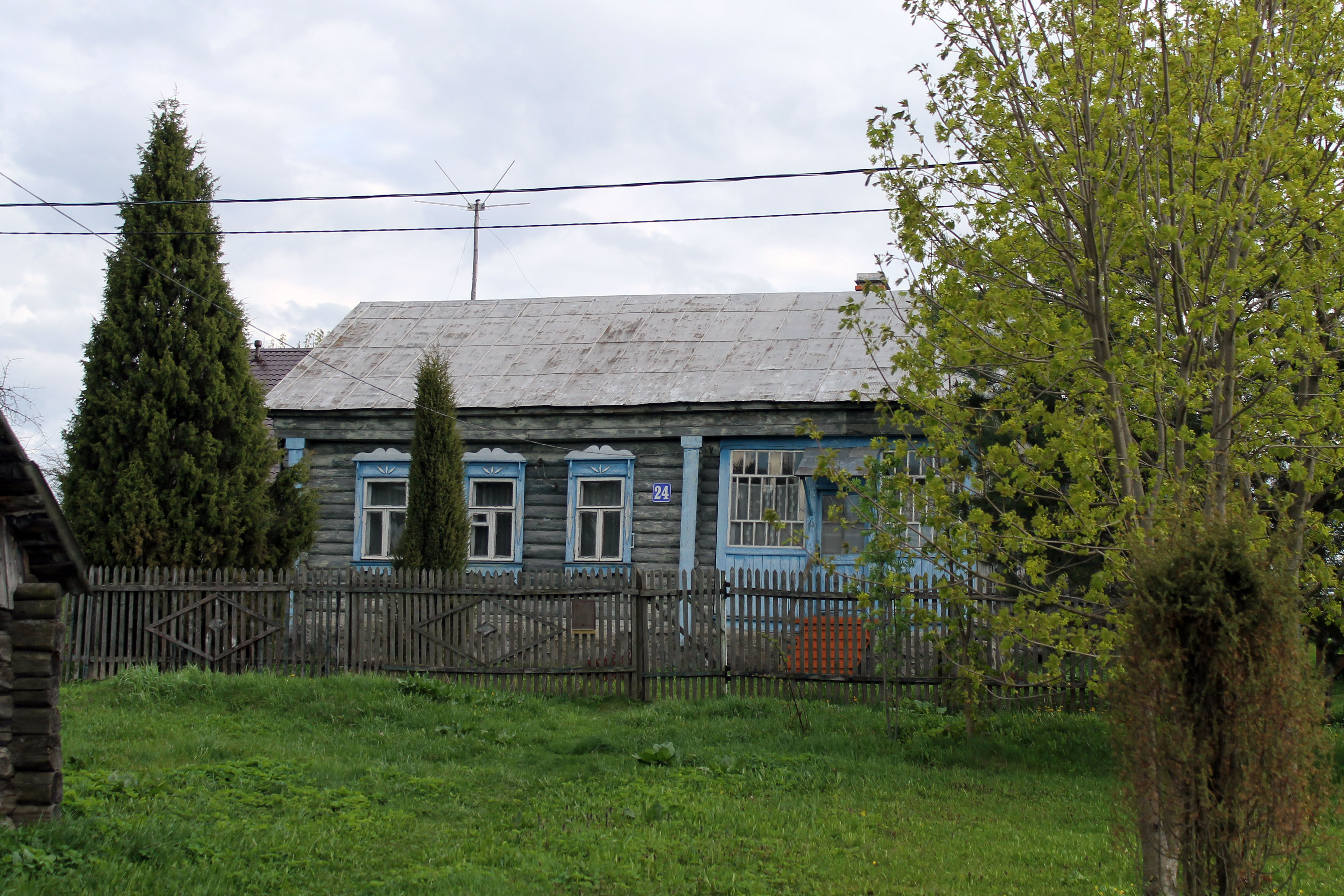
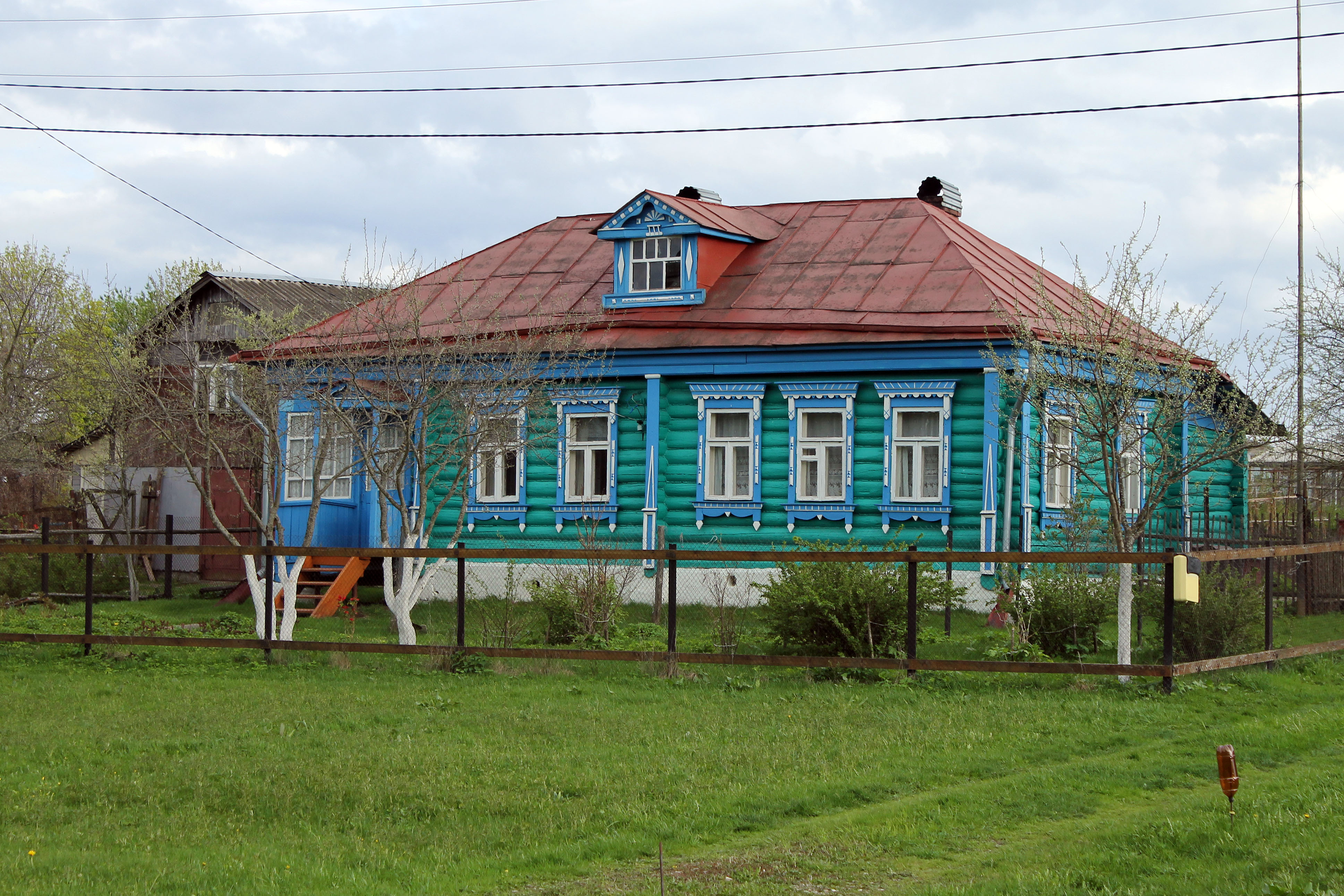
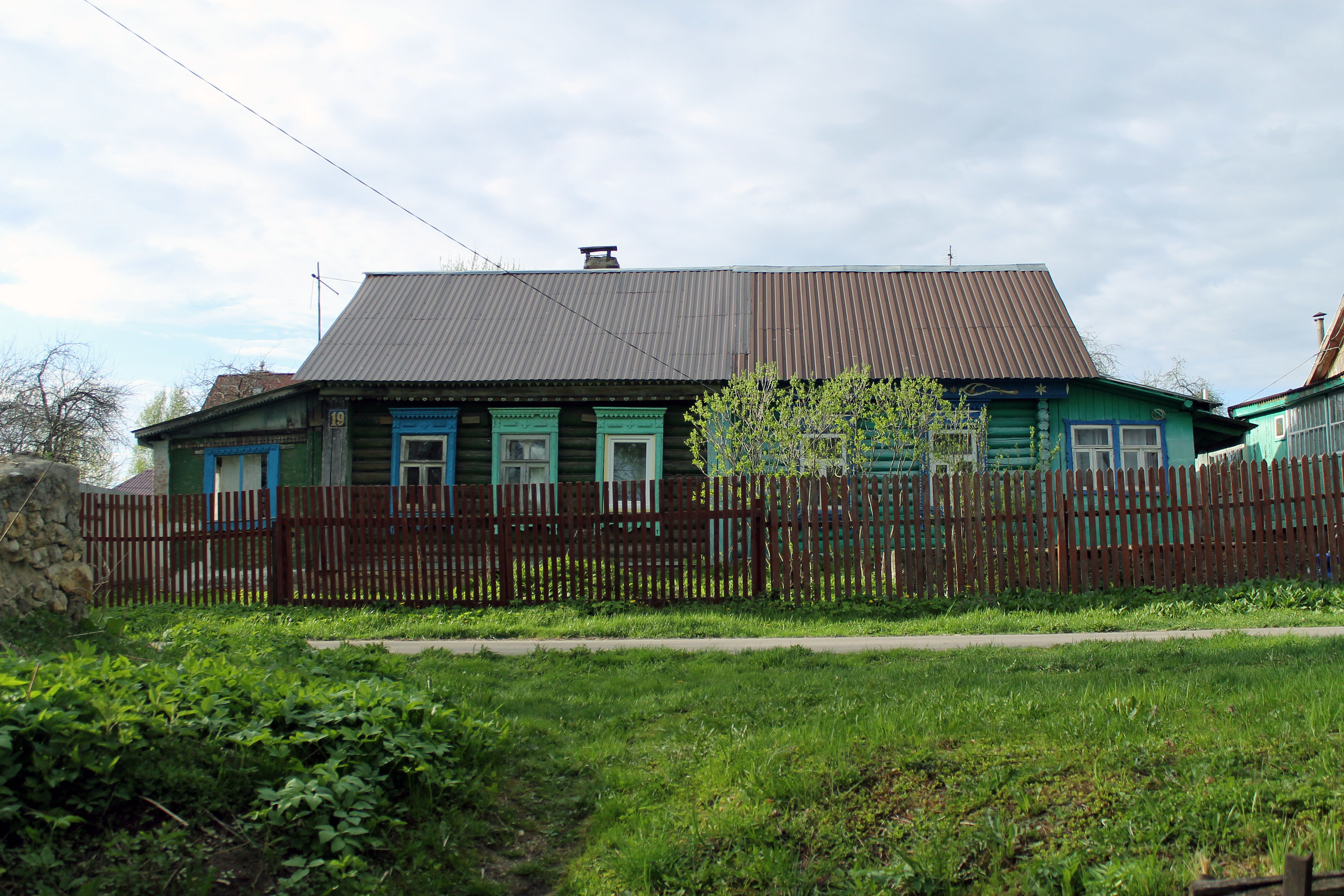
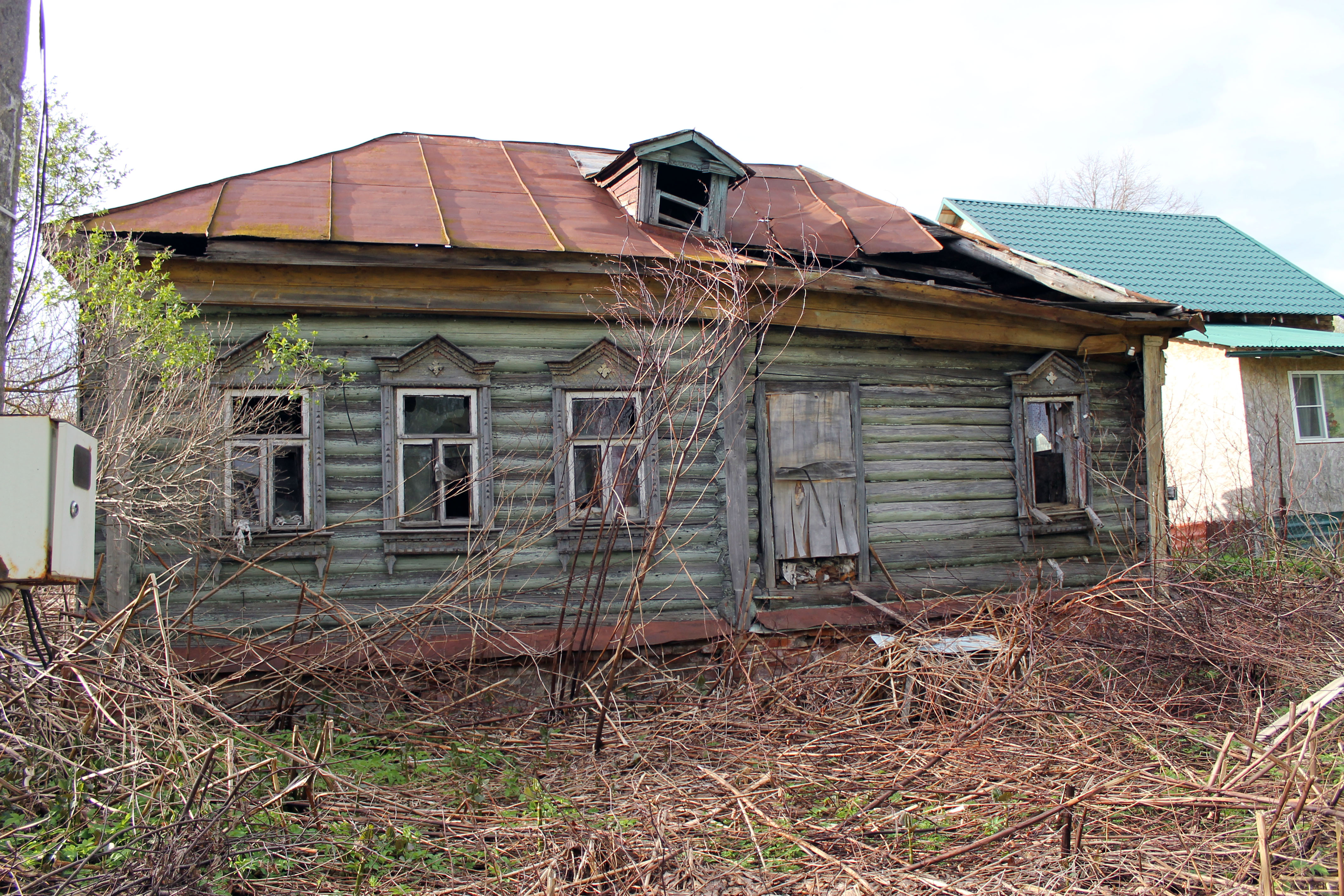
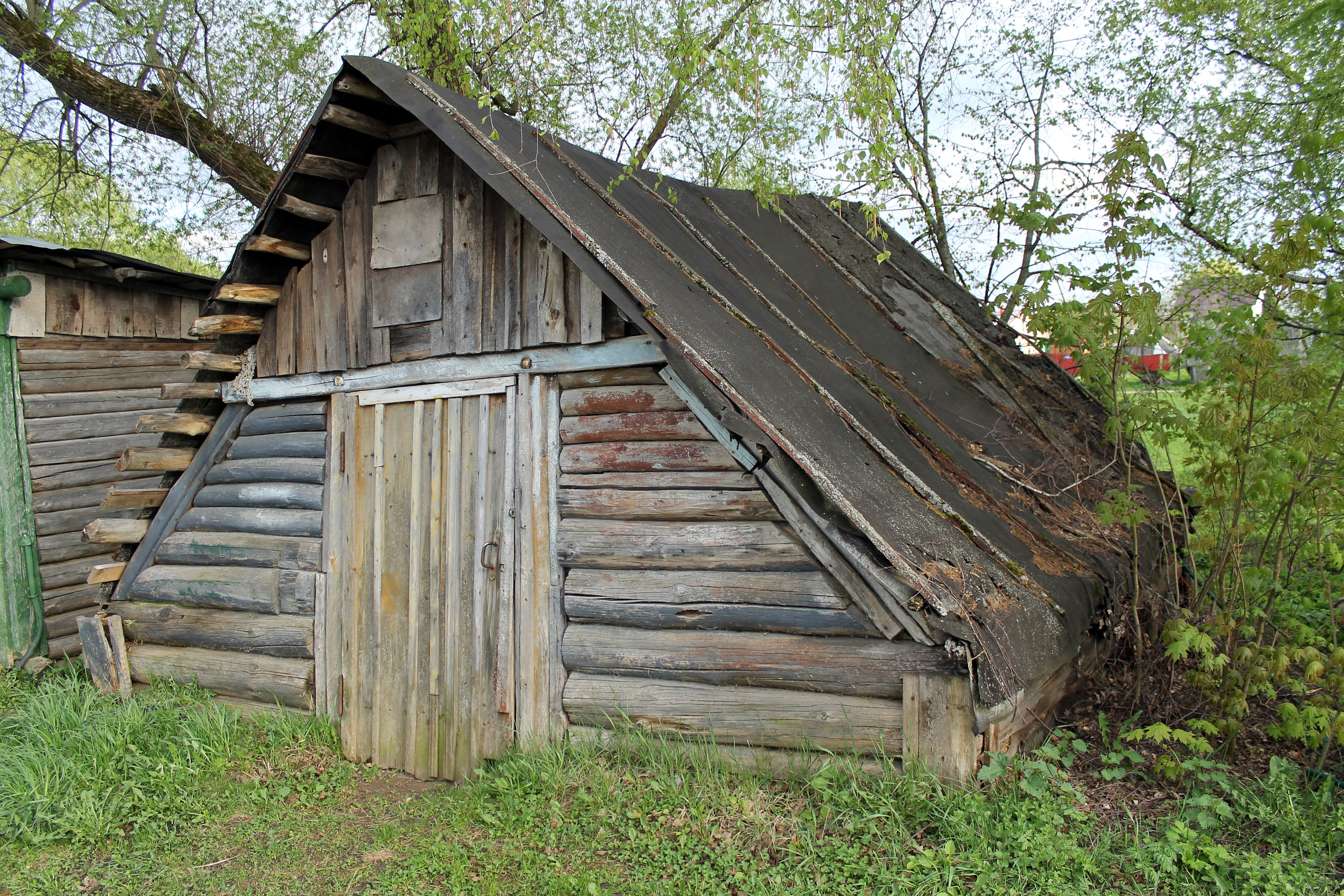
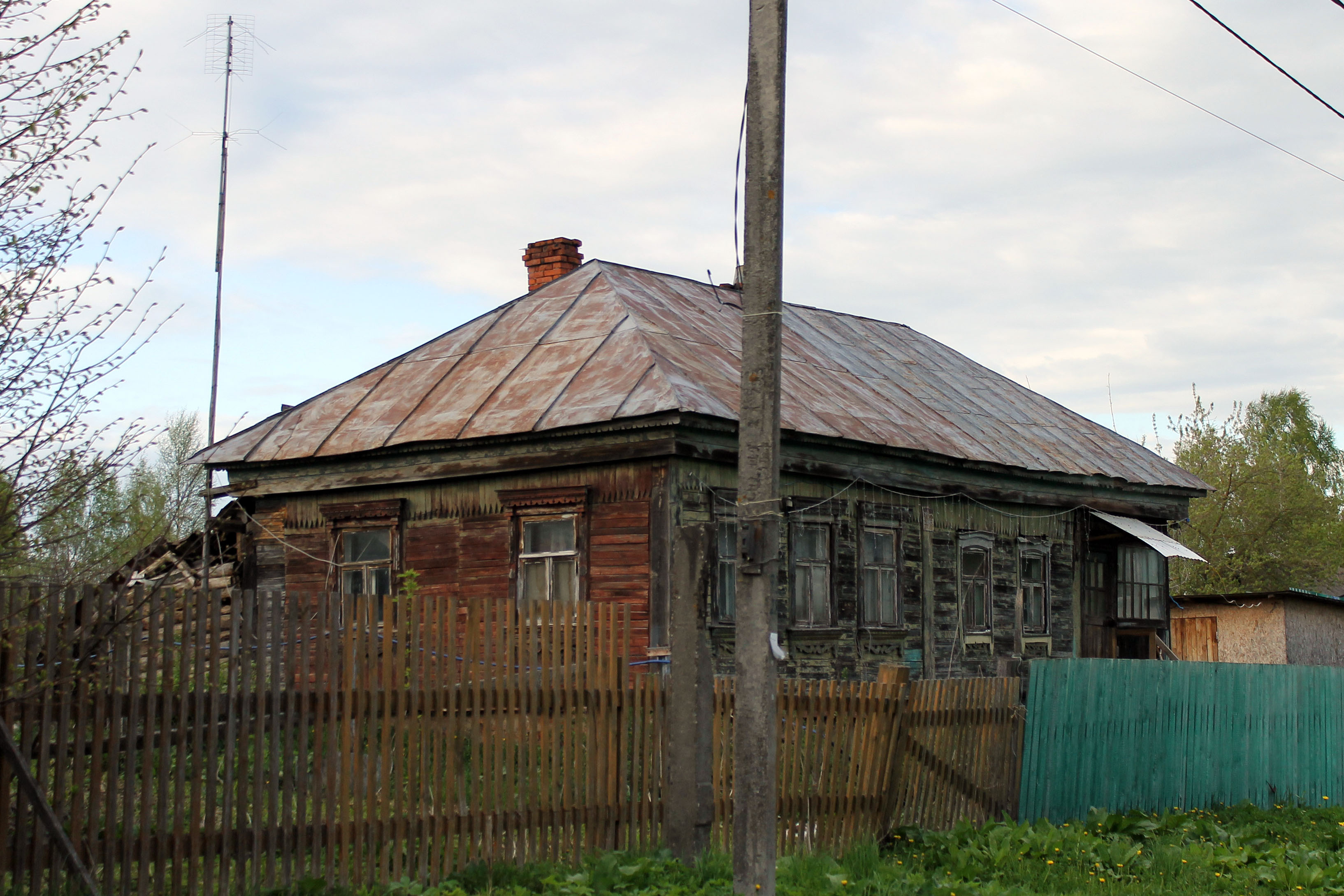